# André Filippini
André Filippini (n. 13 septembrie 1924, Sion, Cantonul Valais, Elveția – d. 18 noiembrie 2013, Sion, Cantonul Valais, Elveția) a fost un bober ce a reprezentat Elveția, medaliat olimpic. A participat la o ediție a Jocurilor Olimpice (1952) în care a câștigat o medalie de bronz.

## Participări
Lista de mai jos prezintă principalele competiții la care a participat André Filippini de-a lungul carierei.
- bobsleigh at the 1952 Winter Olympics – four-man[*]